# Eren Yeager
Eren Yeager (Nhật: エレン・イェーガー Hepburn: Eren Yēgā), hay Eren Jaeger (tiếng Thổ Nhĩ Kỳ: Eren, "Thánh"; tiếng Đức: Jaeger/Jäger, "Thợ săn") trong bản phụ đề và lồng tiếng của anime Đại chiến Titan, là một nhân vật hư cấu và là nhân vật chính trong loạt manga Đại chiến Titan của tác giả Isayama Hajime. Eren thề sẽ trả thù những sinh vật khổng lồ gọi là Titan đã ăn thịt mẹ anh và tàn phá quê hương anh ở quận Shiganshina, tường Maria. Để đánh bại các Titan, Eren nhập ngũ và gia nhập Trinh Sát Đoàn—đội ngũ những binh sĩ ưu tú có nhiệm vụ tiêu diệt các Titan bên ngoài bức tường, đồng thời nghiên cứu sinh lý của Titan để hiểu thêm về đối thủ. Eren phát hiện ra mình có năng lực của một Titan mà sau này được xác định là "Titan Tiến công" (進撃の巨人 Shingeki no Kyojin). Anh cũng xuất hiện trong nhiều phương tiện truyền thông khác có liên quan đến bộ truyện, bao gồm anime và trò chơi điện tử.
Isayama tạo nên Eren với ý tưởng về một nhân vật có những nỗi sợ và ước mơ thân thuộc nhưng đồng thời cũng luôn phải đối mặt với bóng đen tội ác ẩn sâu trong tiềm thức của bản thân, dẫn đến nhiều thay đổi trong tính cách của anh. Trong loạt anime chuyển thể từ manga, Kaji Yūki và Bryce Papenbrook lần lượt đảm nhiệm vai trò lồng tiếng Nhật và tiếng Anh cho Eren. Cả hai diễn viên đều cảm thấy khó khăn khi phải sử dụng nhiều loại giọng khác nhau dựa trên quá trình trưởng thành của Eren xuyên suốt câu chuyện. Trong các bộ phim người đóng chuyển thể từ bộ truyện, vai Eren do Miura Haruma đảm nhiệm.
Giới chuyên môn chia làm hai cực khi đánh giá về Eren, một bên cho rằng anh quá "phản diện" và tàn nhẫn so với độ tuổi của mình, còn một bên chú trọng vào lý tưởng, năng lực Titan và quá trình biến đổi của Eren. Sự đón nhận dành cho nhân vật trở nên tích cực hơn trong các phần sau của manga và anime khi Eren tỏ ra là một nhân vật phức tạp hơn là thuần anh hùng, điều thể hiện qua lễ trao giải Anime Crunchyroll 2022 khi Eren được đề cử cho cả hai hạng mục "Nhân vật chính xuất sắc nhất" và "Nhân vật phản diện xuất sắc nhất" và giành chiến thắng ở hạng mục thứ hai. Eren là một nhân vật nổi tiếng trong cộng đồng người hâm mộ Đại chiến Titan. Các diễn viên lồng tiếng cho Eren nhận được nhiều lời khen ngợi vì đã lột tả tốt nhân vật của mình.

## Sáng tạo và thiết kế

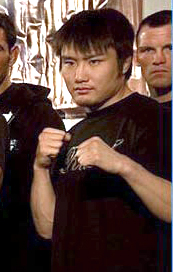
Phong cách chiến đấu của Eren được dựa trên võ sĩ Gomi Takanori.

Isayama Hajime xây dựng Eren là "một thiếu niên bình thường hóa đá vì sợ hãi" khi tận mắt nhìn thấy một người khổng lồ, chứ không phải kiểu nhân vật chính nóng nảy giống như khuôn mẫu thường thấy trong manga shōnen. Do đó, anh không được trao cho biệt tài chiến đấu như cac các nhân vật khác của bộ truyện. Isayama nói rằng một trong những lý do anh chọn cái tên "Eren" là vì nó nghe có vẻ nữ tính, do đó sẽ dễ ghi nhớ hơn. Isayama chia sẻ rằng anh đã từng rất vất vả để mang lại "sức sống" cho Eren trong quá trình sáng tác bộ truyện và gọi nhân vật này là “nô lệ của câu chuyện”.
Isayama cho biết ước muốn khám phá thế giới bên ngoài bức tường của Eren cũng giống như mong ước khi còn nhỏ của vị tác giả. Anh sống ở một thị trấn nông thôn của Nhật Bản và mong muốn được vươn mình vượt ra khỏi những ngọn núi bao quanh quê nhà, điều được tái hiện qua thị trấn được bao quanh bởi những bức tường nơi Eren sống ở phần đầu bộ truyện. Nhìn lại, Isayama tin rằng Eren là người phù hợp với cách vị tác giả kể câu chuyện của Đại chiến Titan.
Isayama đặc biệt chú ý đến đôi mắt của Eren khi thiết kế nhân vật, cốt để làm cho anh trông khác biệt hoàn toàn với các nhân vật còn lại. Vị tác giả vẽ cho Eren hai hàng lông mày mỏng vì anh cảm thấy sẽ không "thật" nếu dùng lông mày rậm để làm nổi bật bản tính nóng nảy của Eren. Vì Eren là một nhân vật luôn tràn đầy năng lượng nên Isayama đã chọn cho anh mái tóc đen để có thể dễ dàng vẽ các đường tốc độ xung quanh anh khi anh di chuyển. Hình dáng Titan của nhân vật được mô phỏng theo võ sĩ hỗn hợp hạng trung Okami Yūshin. Isayama cũng chỉ ra lối đánh thuận tay trái của Gomi Takanori là hình mẫu cho Titan của Eren và cách nó chiến đấu. Isayama vốn định để Eren biết rằng mình là một Titan ngay từ đầu. Khi xem lại các chương trước đó của manga, Isayama chia sẻ rằng trận chiến giữa Eren và Titan Búa chiến là một trong những cảnh yêu thích của anh.

### Diễn viên
Diễn viên lồng tiếng người Nhật Bản Kaji Yūki nhận định rằng việc anh lồng tiếng cho cả dạng Titan của Eren là rất cần thiết bởi lẽ đó là một phần của nhân vật. Nam diễn viên đã dùng bữa với Isayama sau khi ghé qua phòng thu âm và vị tác giả nói với anh rằng Eren là một nhân vật khá khó để vào vai, nhưng đồng thời cũng động viên Kaji rằng "Cậu hiểu rõ Eren mà", điều đã mang lại sự tự tin cho anh. Tính cách của Eren được thay đổi một chút trong phiên bản lồng tiếng Anh của anime để khiến anh trở thành một người biết tự nhận thức về bản thân mình hơn và nói năng thuyết phục hơn trong nhiều phân cảnh. Kaji miêu tả Eren trong mùa 2 là một người không hề thay đổi dù đã trưởng thành, nhận định đây là một điểm rất quan trọng đối với toàn thể câu chuyện. Bản thân nam diễn viên và ê-kíp của loạt anime đều không muốn thay đổi sự đổi thay trong cách Kaji thể hiện Eren khi tiến hành thực hiện mùa 2.
Diễn viên lồng tiếng Anh Bryce Papenbrook chia sẻ anh đã rất vui mừng khi nhận được vai Eren vì bản thân vốn là một người hâm mộ của loạt anime từ trước khi có thông báo nó sẽ được lồng tiếng Anh. Anh coi đây là một lợi thế vì mình đã hiểu rõ nhân vật từ trước. Chẳng hạn như khi nam diễn viên có thể nắm chắc được cách thể hiện một số câu thoại vì đã biết trước về chuỗi "plot twist" liên hoàn của anime. Ngoài ra, anh cũng lường trước được những áp lực mà vai diễn này sẽ đặt ra do đã có kinh nghiệm lồng tiếng cho nhiều bộ anime nổi tiếng.
Papenbrook cảm thấy rất phấn khích vì Eren là một nhân vật hoàn toàn khác so với các vai diễn trước của anh dù họ có cùng độ tuổi và quãng giọng, nhận xét “Âm thanh [của Eren] rất mạnh mẽ và tự nhiên. Nhiều âm thanh mà cậu ấy thét ra từ trong tôi thực sự rất đáng sợ. Tôi thích điều đó. Tôi trân trọng từng phút giây được làm việc đó." Papenbrook nhận định rằng điểm khác biệt khi anh lồng tiếng cho Eren và các nhân vật của anime khác nằm ở sự truyền tải cảm xúc và những tiếng gào thét kinh điển. Có ba loại giọng nói khác nhau mà anh sử dụng cho Eren: Một giọng dành cho thời điểm Eren còn là đứa trẻ, một giọng trầm hơn cho Eren lúc trưởng thành, còn một giọng thứ ba thì "hoàn toàn khác so với tất cả các giọng còn lại." Anh đã ghi âm lại cả ba loại giọng này, bên cạnh những âm thanh anh được yêu cầu phải thể hiện mà nghe rất "kinh khủng và ghê tởm". Dù anh cảm thấy việc thể hiện những tiếng gào thét của Eren là một sự thử thách, anh cho rằng đây không phải là thử thách khó khăn nhất mà anh từng đối mặt.
Miura Haruma cho biết anh cảm thấy tự hào khi thủ vai Eren trong bộ phim người đóng và đã rất ngạc nhiên khi được chọn cho vai diễn này. Do sức hút không nhỏ của bộ truyện, Miura đã cố gắng giữ đúng tính cách của Eren khi lên phim và hy vọng khán giả châu Á sẽ yêu thích tác phẩm của mình. Ngoài ra, nam diễn viên cũng muốn đưa những mảng hồn nhiên trong tính cách của Eren lên phim. Miura đánh giá việc quay phim là khó khăn vì phải tập luyện và học cách di chuyển sao cho giống nhân vật.

## Phát triển nhân vật và chủ đề
Isayama mô tả tính cách của Eren giống như một đứa trẻ lấy ngọn lửa căm thù làm động lực vì bản thân quá yếu đuối và vì không thể cứu mẹ khỏi các Titan. Đòn đánh trả lại những gánh nặng này đã khiến cơn giận trong Eren trỗi dậy, từ đó hé mở ra sự thật về bản chất thực sự của anh. Đầu truyện, khi Eren được hé lộ là một Titan Shifter, Isayama nghĩ mình đã khiến Eren trở nên bình tĩnh hơn so với bản phác thảo ban đầu. Anh làm như vậy cốt để nhân vật Armin hành động cương quyết hơn vì lúc này Eren đang dựa vào cậu để chứng minh với quân đội rằng mình không phải là kẻ thù của nhân loại.
Ban đầu, biên tập viên của Isayama hỏi anh rằng kình địch của Eren trong manga là ai. Dù đã từng nghĩ tới Annie nhưng Isayama nhận định rằng hai nhân vật không hề đối đầu nhau mà thay vào đó, Annie giống như một điều mà Eren cần phải vượt qua để trở nên mạnh mẽ hơn. Dù gặp nhiều khó khăn ban đầu trong quá trình thấu hiểu Eren, Isayama cho rằng nhân vật ngày một nhắc anh về chính bản thân mình nhiều hơn, dẫu rằng anh vẫn thấy Eren là một nhân vật khó xây dựng. Ở những chương sau, khi Eren đối đầu với Annie, Isayama muốn đặt thêm trách nhiệm lên vai Eren bằng cách khiến anh phải chịu đựng sự bất lực khi chứng kiến đồng đội hy sinh dưới tay kẻ phản bội. Một phân đoạn quan trọng khác trong sự phát triển nhân vật của Eren là khi anh nhận ra sức mạnh của mình không hề tốt đẹp do anh đã bị cha mình là Grisha thao túng và anh nghĩ mình không nên tiếp tục sống do mặc cảm tội lỗi, đặc biệt là khi anh phát hiện ra chính mình là kẻ đã giết cha. Isayama so sánh Eren với Luke Skywalker trong Chiến tranh giữa các vì sao vì cả hai nhân vật đều có xung đột với chính những khoảng tăm tối trong nội tâm của họ. Isayama mô tả nội tâm của Eren là một khối cảm xúc phức tạp; khi đức tin của mình bị phá hủy, Eren dần hình thành bản năng tự bảo toàn và bắt đầu hành động dựa vào bản năng đó.
Trong tập 22 của manga, Isayama vẽ hình ảnh Eren đang nhìn ra biển, một điều đã thôi thúc anh suốt thời thơ ấu. Isayama nói rằng chính từ thời điểm này, Eren và những người bạn của anh bắt đầu trưởng thành và dần lấp đầy những vị trí mà cấp trên của quân đoàn để lại. Isayama cho rằng việc Eren "bị cuốn theo diễn biến câu chuyện" đã trở thành bản chất trong tính cách của anh, còn Mikasa và Armin cũng hình thành thói quen luôn sát cánh bên cạnh Eren và mong muốn được giúp đỡ anh. Theo Isayama, ban đầu các nhân vật giúp đỡ nhau đơn giản là vì họ có sự thiên vị dành cho nhau, giống như giúp đỡ một người thân hay anh chị em ruột đang trong khó khăn hoạn nạn, và họ sẽ khó lòng giải thích khi được hỏi "sao bạn lại giúp họ?". Vị tác giả nhận định, mặc dù bằng tuổi nhau, tâm trí của Eren, Mikasa và Armin hướng về những điều khác nhau và họ có thể sẽ chia cách trong quá trình trưởng thành. Isayama không nhìn nhận Armin và Eren như một cặp bạn thân tri kỷ trọn đời, cũng như việc để cho Mikasa hạnh phúc bên cạnh Eren không phải là phong cách của vị tác giả. Với tư tưởng không chấp nhận "số phận", Isayama đã có dự định về việc để cho Eren và Mikasa chia cắt, tuy nhiên cũng lo rằng kết quả có thể sẽ không làm hài lòng độc giả.
Isayama nhận định rằng bản chất của Eren thực ra rất khác so với những gì độc giả nhìn thấy ban đầu. Mặc dù ban đầu Eren muốn được nhìn thấy biển như một ước mơ chung với Armin, nhưng thật sự thì anh chưa bao giờ có hứng thú về biển. Trong khi Armin tò mò và mơ mộng về thế giới tự nhiên bên ngoài những bức tường thì tâm trí Eren chỉ toàn sự phẫn nộ: phẫn nộ vì nhân loại quá tù túng để có thể nhìn thấy biển. Do đó, tâm trí anh vừa trở nên phức tạp, vừa khiến anh phải tự hỏi liệu đầu óc mình giờ có đang trống rỗng hay không. Điều này là dấu hiệu cho thấy sự phân chia về quan điểm của họ đã trở nên rõ ràng hơn, khi sự bấu víu vào biển của Eren mất dần. Isayama so sánh bộ ba Eren, Mikasa và Armin giống như một nhóm bạn bên nhau suốt thuở ấu thơ nhưng đến khi tốt nghiệp trung học, mỗi người phải đi trên một con đường cho riêng mình. Vị tác giả cũng coi cảnh bộ ba bên bờ biển như một cái kết khác cho bộ truyện.
Vào thời điểm cao trào của bộ truyện, hành trình biến đổi của Eren rẽ sang một hướng đặc biệt tăm tối khi anh thông báo về kế hoạch xóa sổ toàn bộ sự sống bên ngoài hòn đảo của mình. Trong chương cuối của bộ truyện, khi Eren tiết lộ với Armin rằng động cơ anh tiến hành cuộc thảm sát toàn nhân loại là vì muốn bạn bè mình trở thành anh hùng, Armin cảm ơn Eren. Trả lời phỏng vấn về phân đoạn này, Isayama làm rõ rằng Armin không dung túng cho hành động của Eren mà thừa nhận rằng mình là đồng phạm của Eren. Nắm bắt được việc hồi cuối cùng của manga và đặc biệt là chương cuối nhận về nhiều phản ứng trái chiều, Isayama thừa nhận rằng động cơ của Eren và chủ đề câu chuyện mà anh muốn thể hiện trong suốt phần cuối cùng là rất khó để khắc họa, đồng thời anh cũng cảm thấy tiếc nuối vì không thể tái hiện đầy đủ những chủ đề đó trong manga.

## Xuất hiện

Eren trong hình dáng Titan Tiến công được mô phỏng theo võ sĩ Okami Yūshin.

### TrongĐại chiến Titan
Eren Yeager là một cậu bé 10 tuổi sống ở quận Shiganshina, tường Maria. Cậu mơ ước được gia nhập Trinh Sát Đoàn để khám phá thế giới bên ngoài những bức tường. Một năm trước diễn biến chính của câu chuyện, khi đi cùng với cha mình là Grisha đến nhà Mikasa Ackerman để gặp cha mẹ cô, Eren đã cứu Mikasa khỏi một nhóm bắt cóc, khiến nhiều lý tưởng bắt đầu nảy nở trong anh ngay khi còn rất nhỏ. Khi các Titan xâm chiếm quận Shiganshina, Eren tận mắt chứng kiến cảnh mẹ mình bị một Titan ăn thịt, do đó anh thề sẽ giết sạch mọi Titan. Eren nhập ngũ với những ký ức mơ hồ về lần cuối gặp Grisha và được ông trao cho chiếc chìa khóa căn hầm nhà mình. Trong nhiệm vụ đầu tiên của mình tại quận Trost, Eren hy sinh bản thân để cứu người bạn Armin Arlert khỏi bị một Titan nuốt chửng. Tuy nhiên, anh đã sống sót do có khả năng tự biến hình thành Titan và chứng tỏ được rằng sức mạnh mới khai phá của mình có ích cho cuộc chiến đấu vì nhân loại. Eren có được một vị trí trong Đội Đặc nhiệm Đặc biệt, một nhánh nhỏ của Trinh Sát Đoàn dưới quyền Đội trưởng Levi. Eren bị săn đuổi bởi một Titan nữ nhưng được Levi và Mikasa cứu. Titan này sau đó được hé lộ là bạn cùng khóa của Eren, Annie Leonhart. Bị Eren đánh bại, Annie dùng năng lực Titan của mình tự đóng băng bản thân thành một khối pha lê. Khi bị nhiều đồng minh của Annie truy đuổi, Eren đánh thức trong bản thân một sức mạnh được gọi là "Titan Thủy tổ" (始祖の巨人 Shiso no Kyojin), thứ mà anh sử dụng trong tiềm thức để chỉ đạo một nhóm Titan tấn công ngược lại họ.
Không lâu sau đó, Eren cùng với những người bạn của mình đến ở tại một ngôi làng biệt lập để chuẩn bị cho chiến dịch tái chiếm tường Maria. Eren bị bắt bởi Rod Reiss, người tiết lộ rằng Titan Thủy tổ vốn đã tồn tại trong gia đình ông suốt cả trăm năm qua kể từ khi tổ tiên của họ là Karl Fritz dựng nên các bức tường, và nhà Reiss đã sử dụng nó để cai trị nhân loại cho đến khi bị Grisha đánh cắp. Grisha được cho thấy là người chịu trách nhiệm cho việc Eren hóa Titan, khi đã cố giao lại sức mạnh của Titan Thủy tổ cho cậu con trai và phải trả giá bằng chính mạng sống của mình. Bạn cùng khóa của Eren, Krista Lenz, người hóa ra lại là con gái của Rod và có tên thật là Historia Reiss, từ chối làm theo lời cha mình và giải thoát cho Eren. Eren và Trinh Sát Đoàn khởi hành đến quận Shiganshina để giành lại tường Maria và đánh bại một đội quân Titan dẫn đầu bởi Titan Quái thú, Zeke, và các thuộc hạ của anh là Bertolt và Reiner, những người từng là bạn đồng khóa của Eren hiện đang nắm giữ Titan Đại hình và Titan Thiết giáp. Giành lại được quận Shiganshina, Eren và đồng đội khám phá ra quá khứ của Grisha khi họ đến tầng hầm của gia đình Yeager: Zeke là anh trai cùng cha khác mẹ của Eren và là con trai đầu lòng của Grisha; họ đến từ một quốc gia khác tên là Marley. Nhóm Eren phát hiện ra rằng nhân loại tồn tại cả ở bên ngoài các bức tường, cũng như kẻ thù thực sự của họ là Marley. Còn nơi họ đang sống là một hòn đảo có tên Paradis và họ thuộc một chủng tộc được gọi là Người Eldia (hay "Tông đồ của Ymir"), hậu duệ của Titan Shifter nguyên thủy Ymir Fritz. Trong quá khứ, quyền lực của cô được phân chia vào Chín Titan và sẽ được truyền lại cho con cháu của cô. Sức mạnh Titan này đã được sử dụng để xâm lược và khuất phục nhiều chủng tộc và quốc gia, bao gồm cả Marley, nhưng dân tộc này đã lật đổ đế chế Eldia và nắm quyền kiểm soát bảy trong số Chín Titan. Marley áp bức và hạ thấp những người Eldia còn lại trên lục địa Marley và sử dụng họ như công cụ nắm giữ sức mạnh Titan để xâm lược và khuất phục các quốc gia khác, giống như những gì Đế chế Eldia từng làm. Eren biết được rằng tuổi thọ của mình bị giảm và chỉ còn 8 năm để sống do tác dụng phụ của việc trở thành người nắm giữ sức mạnh Titan. Tại thời điểm này, anh đang nắm giữ sức mạnh của hai trong số Chín Titan, bao gồm "Titan Tiến công" (進撃の巨人 Shingeki no Kyojin) và Titan Thủy tổ.
Với sự trợ giúp của Eren và Armin có năng lực Titan Đại hình, Paradis chặn đánh và bắt giữ những hạm đội do thám do Marley cử đi, qua đó được thông báo về kế hoạch bí mật để giải cứu người Eldia của Zeke. Bốn năm sau, sau khi Marley giành chiến thắng trước Lực lượng Liên minh Trung Đông, Eren lấy tên "Kruger" (クルーガーさん Kurūgā-san), giả làm một cựu sĩ quan quân đội để thâm nhập vào Marley và liên lạc với Zeke. Trong một lễ hội mà Willy Tybur tổ chức ở Liberio để tuyên chiến với Paradis, Eren đáp trả bằng một cuộc đột kích, giết chết Willy và ăn thịt em gái gã để chiếm lấy sức mạnh của Titan Búa chiến. Eren bị Paradis bắt giam vì sự thiếu hợp tác, nhưng sau đó trốn thoát cùng một nhóm các thành viên Trinh Sát Đoàn trung thành với anh có tên "Phái Yeager", và tiếp tục tìm kiếm Zeke. Eren gặp Armin và Mikasa, thể hiện thái độ thù địch với bạn bè mình, nhưng bị phục kích bởi nhóm của Reiner. Eren cố tiếp cận Zeke để kích hoạt sức mạnh của Titan Thủy tổ và gần như mất mạng dưới họng súng của Gabi. Zeke cứu em trai mình và tiết lộ mình là người nắm quyền kiểm soát sức mạnh của Titan Thủy tổ: Zeke có dòng máu hoàng gia nhưng không phải là hậu duệ của vị Vua của Những bức tường đầu tiên nên không bị tẩy não bởi ý chí của vị vua này, và vì Ymir Fritz, nguồn gốc sức mạnh của Titan Thủy tổ, đã bị ràng buộc làm phận nô lệ cho hoàng gia mãi mãi. Zeke yêu cầu Ymir tước đi khả năng sinh sản của người Eldia, nhưng Eren kịp thuyết phục Ymir giúp anh sau khi để cô có quyền đưa ra quyết định của riêng mình. Eren giải phóng toàn bộ các Titan bên trong những bức tường và tuyên bố ý định tiêu diệt toàn bộ sự sống bên ngoài Paradis để bảo vệ hòn đảo của mình, bắt đầu Rung chấn. Các Titan đã phá hủy phần lớn Marley cho đến khi một nhóm do Armin dẫn đầu đến và giết chết Zeke, ngăn chặn Rung chấn và cắt đứt mối liên kết của Eren với nguồn gốc của các Titan. Mikasa chặt đầu Eren và trao anh nụ hôn vĩnh biệt trong sự chứng kiến của Thủy tổ Ymir, người sau đó đã từ bỏ sức mạnh của mình, do đó sức mạnh Titan hoàn toàn biến mất: các Titan Shifter còn sống đều trở lại hình dáng con người. Sau cái chết của Eren, Armin nhớ lại những ký ức đã mất của mình về một cuộc trò chuyện giữa cậu và Eren, trong đó Eren tiết lộ kế hoạch thực sự của anh là muốn bạn bè được tôn vinh như những vị cứu tinh của nhân loại vì đã lấy mạng mình. Việc Eren tiêu diệt hầu hết dân số và tài sản của nhân loại đã giúp ngăn chặn bất kỳ nỗ lực trả đũa lớn nào nhắm đến Paradis hoặc chủng tộc Eldia. Đầu của anh được chôn dưới một gốc cây trên đỉnh đồi chỉ có Mikasa và Armin biết.

### Trong các phương tiện truyền thông khác
Trong manga parody Attack on Titan: Junior High, Eren là một học sinh trung học bị ám ảnh bởi các Titan. Trong visual novel Attack on Titan: Lost Girls, một "phiên bản khác" của Eren xuất hiện bên cạnh Mikasa; cô lo sợ rằng dù lịch sử có thay đổi như thế nào thì Eren cũng không tránh khỏi cái chết. Eren là một nhân vật trong trò chơi điện tử Attack on Titan: The Last Wings of Mankind cho Nintendo 3DS. Dạng Titan của anh cũng xuất hiện trong trò chơi. Eren và Levi là hai nhân vật chính trong visual novel của Haganeya Jin mang tên Shingeki no Kyojin: Nubatama no Yoru no Mori ni, Akaaka to Moyuru. Eren cũng xuất hiện trong trò chơi di động Granblue Fantasy. Eren là một nhân vật trong manga parody 4 ô tranh Spoof on Titan do Hounori sáng tác và minh họa.
Để quảng bá cho tập cuối cùng của manga, tờ nhật báo Asahi Shimbun cho đăng một trang quảng cáo hài hước do chính Isayama vẽ minh họa, trong đó Eren chuyển sinh vào một thế giới khác.

## Đón nhận

### Đánh giá chuyên môn
Eren nhận được đánh giá đa chiều từ giới phê bình. Jacob Hope Chapman của Anime News Network gọi Eren là "một nhân vật chính diện khó ưa một cách có chủ ý, kể cả khi chỉ dựa trên tiêu chuẩn một thằng nhóc 15 tuổi để đánh giá" vì anh bạo lực, bốc đồng và không đặc biệt thông minh hay có sức mạnh. Tuy nhiên, Chapman thích cái cách Eren truyền cảm hứng cho mọi người bằng niềm tin vào cảm xúc, hy vọng và ước mơ của mình, khiến anh trở thành “trái tim của nhân loại”. Theron Martin nhận định rằng thời gian đầu Eren gần như không có cảm xúc nào ngoài sự tức giận thì trong các tập sau, anh đã biểu lộ những xúc cảm khác. Jeffrey Kaufman của Blu-ray.com gọi Eren là "một nhân vật đầy sức hút, và sau vài tập phim khi một diễn biến bất ngờ xảy ra, anh ấy càng trở nên cuốn hút hơn." Iikura Ken của Anime Now đánh giá cao Eren về cách cảm xúc của anh được thể hiện trong anime, dựa trên cái cách trong anh luôn sục sôi ngọn lửa căm thù với mong muốn trả thù các Titan vì đã ăn thịt mẹ mình, và dựa trên phản ứng của anh khi phát hiện ra chuyện hai Titan đã giả làm bạn bè mình. Do đó, Iikura cho rằng sức hút của Eren nằm ở cảm xúc của anh hơn là sức mạnh mà anh dần nắm giữ để chiến đấu. Đánh giá cao tập phim "Chiến binh", trang Manga.Tokyo khen ngợi tương tác giữa Eren với Reiner và Bertolt, khi hai nhân vật này tự nhận là Titan nhưng cả ba vẫn giữ bình tĩnh cho đến khi trận chiến giữa họ nổ ra.
Kyle Charizanis của The Fandom Post nhận thấy cách anime tái hiện quá trình biến hình của Eren rất thú vị, bắt đầu từ vẻ mặt "đáng thương" của anh khi tuyên bố sẽ diệt sạch các Titan. Trong tập cuối cùng của mùa 1, khi Eren chiến đấu với Titan Nữ hình, Charizanis mô tả đoạn độc thoại nội tâm của Eren có sự thay đổi "từ kiểu quyết tâm đầy bạo lực thường thấy chuyển sang điên loạn một cách sung sướng" và ví giọng điệu của anh với nhân vật Joker. Elijah Watson từ tạp chí Complex thích twist Titan của Eren bất ngờ đánh lại các Titan khác và gọi đó là một "khoảnh khắc rất Worldstar". Bamboo Dong của Anime News Network thích năng lực Titan của Eren vì “với tôi, không có gì khó chịu bằng việc chứng kiến cảnh Eren tự cắn vào tay mình để cố biến hình. Có một điều gì đó rất bản năng và thực tế khi Eren rút máu ra từ chính tay mình, và điều đó làm tôi ớn lạnh". Dong cũng khen  ngợi những suy nghĩ của Eren khi chiến đấu với Titan Nữ hình vì nó khắc họa được nhân tính của Eren dù đang là một Titan.
Nhiều cây viết tỏ ra khó tính hơn với nhân vật. Nicoletta Browne của THEM Anime Reviews nhận định Eren là "một nhân vật chính gây khó chịu" vì tính khí nóng nảy và những câu cảm thán "nghe rất trẻ con" của anh. Elliot Grey từ Japanator gọi anh Eren là "kiểu nhân vật chính điển hình của manga shonen" và nhận xét rằng Mikasa và Armin có sức hút hơn. Tương tự, Anna Neatrour từ Manga Bookshelf gọi Eren là “một kiểu nhân vật anh hùng khá điển hình trong manga shonen: xấc xược và bảo thủ”, đánh giá cách vẽ người trong manga là “cứng nhắc và không đúng tỷ lệ. Trong nhiều cảnh Eren và các đồng đội của anh gào thét vào mặt nhau, biểu cảm của họ gần như không sự thay đổi". Trong khi đó, Justin Wu từ The Artifice lại coi tính khí nóng nảy của Eren là một điểm tích cực của nhân vật. Jacob Hope Chapman của Anime News Network nhận xét cách Papenbrook tái hiện Eren hồi nhỏ có phần gượng ép nhưng phần thể hiện của anh đã tốt lên nhiều cùng với sự trưởng thành của nhân vật.
IGN nhận thấy hành trình biến đổi nhân vật của Eren bắt đầu có bước chuyển đáng chú ý trong mùa 3 của anime khi anh khám phá ra nhiều sự thật từ quá khứ của mình, bày tỏ sự xót xa với cách Eren đối xử đầy nhẫn tâm với chính bản thân mình. Manga.Tokyo khen ngợi sự phát triển của Eren trong suốt ba mùa của anime, khi anh nhận ra số lượng kẻ thù mà mình phải đối mặt và thay đổi từ một cái đầu nóng sang một tâm trí bình ổn hơn để mang lại tự do cho dân tộc mình. The Fandom Post nhận xét mối quan hệ giữa Eren và Zeke là một trong những điểm mấu chốt của mùa 3, nhưng cảm thấy tiếc nuối khi câu chuyện tập trung nhiều vào Erwin và Armin hơn là Eren và Mikasa. Một nhà phê bình khác cũng đến từ trang này ca ngợi sự phát triển của các nhân vật và việc sự thật về Grisha được hé lộ cũng đã cho thấy những khoảnh khắc thời thơ ấu của Eren, Mikasa và Armin. Trong hồi cuối cùng, Den of Geek và IGN nhận định rằng Eren hành xử nhẫn tâm với Mikasa và Armin và trở thành con người đen tối đến mức biến thành một nhân vật phản diện sa ngã mà dễ thấy Zeke chính là nguyên nhân. IGN bày tỏ sự không chắc chắn về cảm xúc Eren dành cho Mikasa dựa trên cuộc trò chuyện giữa hai người về mối quan hệ của họ. Anime News Network so sánh những khung hình về Titan Tiến công trong phần mở đầu của mùa cuối cùng với bộ phim Shin Godzilla (2016) của Anno Hideaki do có cùng vẻ ngoài đáng sợ.

### Độ phổ biến
Tại lễ trao giải anime Newtype năm 2013, Eren đứng thứ 8 trong cuộc bầu chọn các nhân vật nam xuất sắc. Trong cuộc bình chọn Anime Grand Prix năm 2014 của Animage, Eren là nhân vật nam anime nổi tiếng thứ tư, xếp sau Levi đứng hạng 1. Tuy nhiên, diễn viên lồng tiếng Nhật của Eren đứng nhất trong bảng xếp hạng các diễn viên lồng tiếng, với Eren là vai diễn chính của anh thời điểm đó. Trong khuôn khổ giải thưởng của Animedia, Eren được đề cử cho nhiều hạng mục bao gồm "MVP", "Đen tối", "Nóng bỏng" và "Dũng cảm"; dù chỉ đoạt giải "Nóng bỏng" nhưng Eren cũng chiếm vị trí cao trong các hạng mục còn lại. Anime News Network liệt kê dạng Titan của anh vào danh sách những sức mạnh kỳ lạ nhất trong thế giới anime. Trong một cuộc bình chọn của Newtype, Eren là nhân vật nam anime nổi tiếng thứ 10 trong thập niên 2010. Tháng 7 năm 2021, anh một lần nữa xuất hiện trong cuộc thăm dò của Newtype. Tại lễ trao giải Anime Crunchyroll năm 2022, Eren được đề cử cho cả hai hạng mục "Nhân vật chính diện xuất sắc nhất" và "Phản diện xuất sắc nhất" bên cạnh "Cảnh chiến đấu xuất sắc nhất", trong khi diễn viên lồng tiếng của anh được đề cử tại hạng mục "Lồng tiếng xuất sắc nhất (tiếng Nhật)".
Eren là gương mặt đại diện của nhiều loại mặt hàng. Tháng 12 năm 2013, Good Smile Company đã phát hành dây đeo Eren Picktam! cùng với dây đeo của các nhân vật khác trong bộ truyện. Nendoroid và figma chính thức của Eren cũng được tung ra sau thành công của loạt anime, lần lượt vào các tháng 4 và 5 năm 2014. Ngoài các mô hình, Bandai còn phát hành đồ chơi nhồi bông hình Eren, một mẫu nhỏ hơn vào tháng 12 năm 2013 và một mẫu lớn hơn vào tháng 7 năm 2014. Eren cùng nhiều nhân vật khác trong truyện cũng có một hương nước hoa đặc biệt lấy cảm hứng từ đặc điểm tính cách của mình. Koubutsuya phát hành nước hoa hương Eren vào mùa thu năm 2013 bên cạnh với nước hoa hương Mikasa và Levi. Trong một cuộc bình chọn của Akiba Souken, Eren là nhân vật được yêu thích nhất trong bộ truyện với 50.143 phiếu bầu.